# Drummond (Nouveau-Brunswick)
Cet article concerne le village canadien. Pour la localité voisine, voir Paroisse de Drummond. Pour les autres significations, voir Drummond.
Drummond est un ancien village du Nouveau-Brunswick, au Canada. Il fait partie de la ville de Grand-Sault depuis la réforme de la gouvernance locale du 1er janvier 2023.

## Toponyme
Le nom officiel du village, qui était auparavant Village of Drummond, fut changé en Drummond le 9 septembre 2009

## Géographie

### Situation
Drummond est situé dans le comté de Victoria, à 67 kilomètres de route au sud-est d'Edmundston. Le village est construit sur un plateau, au pied des Appalaches, à près de 3 km à l'est du fleuve Saint-Jean.
Drummond est enclavé dans la paroisse de Drummond. Le village a une superficie de 8,91 kilomètres carrés. La ville la plus proche est Grand-Sault, à 5,6 km à l'ouest.
Drummond est généralement considérée comme faisant partie de l'Acadie.

### Logement
Le village comptait 341 logements privés en 2006, dont 330 occupés par des résidents habituels. Parmi ces logements, 81,8 % sont individuels, 4,5 % sont jumelés, 3,0 % sont en rangée, 0,0 % sont des appartements ou duplex et 6,1 % sont des immeubles de moins de cinq étages. Enfin, 4,5 % des logements entrent dans la catégorie autres, tels que les maisons-mobiles. 77,3 % des logements sont possédés alors que 22,7 % sont loués. 72,7 % ont été construits avant 1986 et 3,0 % ont besoin de réparations majeures. Les logements comptent en moyenne 6,6 pièces et 0,0 % des logements comptent plus d'une personne habitant par pièce. Les logements possédés ont une valeur moyenne de 151 826 $, comparativement à 119 549 $ pour la province.

## Histoire
L'école de Drummond ouvre ses portes en 1951. L'école Mgr-Lang, toujours utilisée, est inaugurée en 1962. Drummond est constitué en municipalité le 19 juillet 1967. La caisse populaire de Drummond est fondée en 1946. La caisse est plus tard fusionnées avec celles de Notre-Dame-de-Lourdes, Saint-Georges (Grand-Sault) et Saint-André pour former la Caisse populaire Les Chutes. Elle fusionne ensuite avec la Caisse populaire La Vallée en 2003 pour former la Caisse populaire La Vallée de l'Érable. Drummond est l'une des localités organisatrices du Ve Congrès mondial acadien en 2014.

## Démographie
| 1981 | 1986 | 1991  | 1996 | 2001 | 2006 | 2011 | 2016 |
| ---- | ---- | ----- | ---- | ---- | ---- | ---- | ---- |
| 849  | 863  | 1 007 | 983  | 932  | 839  | 775  | 737  |

| Évolution des langues maternelles (en %) | Légende                                                         |
| ---------------------------------------- | --------------------------------------------------------------- |
|                                          | - Français - Anglais - Anglais et français - Autre(s) langue(s) |
| Sources,:                                |                                                                 |

## Économie
Entreprise Grand-Sault, membre du Réseau Entreprise, a la responsabilité du développement économique.

## Administration
(juillet 2016).

### Conseil municipal
Le conseil municipal est formé d'un maire et de quatre conseillers généraux.
Lors de l'élection du 12 mai 2008, deux conseillers sont élus par acclamations tandis que deux sièges sont laissés vacants. Une élection partielle est donc organisée le 23 juin 2008, où Donald W. Martin et France Roussel sont élus. Le conseil municipal actuel est élu lors de l'élection quadriennale du 14 mai 2012.
Conseil municipal actuel
| Mandat        | Fonctions   | Nom(s)                                                                         |
| ------------- | ----------- | ------------------------------------------------------------------------------ |
| 2016 - actuel | Maire       | France Roussel                                                                 |
| 2016 - actuel | Conseillers | Anne-Marie Pelletier, Donald W. Martin, Josée Rioux-Walker et Michel St-Amand. |

Anciens conseils municipaux
| Mandat      | Fonctions   | Nom(s)                                                              |
| ----------- | ----------- | ------------------------------------------------------------------- |
| 2012 - 2016 | Maire       | Cyril Rioux                                                         |
| 2012 - 2016 | Conseillers | Gilles Beaulieu, Michel St-Amand, Donald W. Martin, France Roussel. |

| Période                                  | Période | Identité          | Étiquette | Qualité |
| ---------------------------------------- | ------- | ----------------- | --------- | ------- |
| 2016                                     |         | France Roussel    |           |         |
| 2008                                     | 2016    | Cyril Rioux       |           |         |
| 2004                                     | 2008    | Maurice Picard    |           |         |
| 1998                                     | 2004    | Jean-Guy Ouelette |           |         |
|                                          | 1998    | Jackie Walker     |           |         |
| 1989                                     | 199?    | Elmer Walker      |           |         |
| Les données manquantes sont à compléter. |         |                   |           |         |

### Commission de services régionaux
Drummond fait partie de la Région 1, une commissions de services régionaux (CSR) devant commencer officiellement ses activités le 1er janvier 2013. Drummond est représenté au conseil par son maire. Les services obligatoirement offerts par les CSR sont l'aménagement régional, la gestion des déchets solides, la planification des mesures d'urgence ainsi que la collaboration en matière de services de police, la planification et le partage des coûts des infrastructures régionales de sport, de loisirs et de culture; d'autres services pourraient s'ajouter à cette liste.

### Représentation et tendances politiques
Drummond est membre de l'Association francophone des municipalités du Nouveau-Brunswick.
 Nouveau-Brunswick: Drummond fait partie de la circonscription provinciale de Grand-Sault—Drummond—Saint-André, qui est représentée à l'Assemblée législative du Nouveau-Brunswick par Danny Soucy, du Parti progressiste-conservateur. Il fut élu en 2010.
 Canada: Drummond fait partie de la circonscription électorale fédérale de Tobique—Mactaquac, qui est représentée à la Chambre des communes du Canada par Michael Allen, du Parti conservateur. Il fut élu lors de la 39e élection générale, en 2006, et réélu en 2008.

## Vivre à Drummond
L’école Mgr-Lang accueille les élèves de la maternelle à la 6e année. C'est une école publique francophone faisant partie du district scolaire #3. Drummond possède aussi une caserne de pompiers.
L'église Saint-Michel est une église catholique romaine faisant partie du diocèse d'Edmundston. Le bureau de poste et le détachement de la Gendarmerie royale du Canada le plus proche est à Grand-Sault. Le poste d'Ambulance Nouveau-Brunswick le plus proche est aussi à Grand-Sault.
Les francophones bénéficient du quotidien L'Acadie nouvelle, publié à Caraquet, ainsi qu'à l'hebdomadaire L'Étoile, de Dieppe. Ils ont aussi accès à l'hebdomadaire La Cataracte, de Grand-Sault, et aux hebdomadaires Le Madawaska et La République, d'Edmundston. Les anglophones bénéficient des quotidiens Telegraph-Journal, publié à Saint-Jean, et The Daily Gleaner, publié à Fredericton. Ils ont à l'hebdomadaire Victoria Star, publié à Grand-Sault.

## Culture

### Langues
Selon la Loi sur les langues officielles, Drummond est officiellement francophone puisque moins de 20 % de la population parle l'anglais.

### Personnalités
- Joseph Ouellette, fermier, homme d'affaires et homme politique, né à Drummond;
- Fred Somers (1912 -), marchand, bûcheron et homme politique, né à Drummond;
- Ron Turcotte (1941- ), jockey.